# Nerbis
Nerbis é uma comuna francesa na região administrativa da Nova Aquitânia, no departamento Landes. Estende-se por uma área de 4,13 km². Em 2010 a comuna tinha 270 habitantes (densidade: 65,4 hab./km²).